# Terpen Tijn
Terpen Tijn is een kunstschilder uit de Nederlandse stripreeks de Bommelsaga, geschreven en getekend door Marten Toonder. Hij maakte zijn debuut in 1944 in Tom Poes en de meester-schilder.

## Kenmerken
Terpen Tijn is een bohemien, die leeft voor de kunst en zich aan burgerlijke kleingeestigheid niets gelegen laat liggen. Hij is wat slordig gekleed, draagt (zeer scheef) een baret en rookt pijp. Hij smeert de verf met grote energie op het doek. Hij heeft een zeer opvliegend karakter. Zijn abstracte werk verspreidt sterke trillingen of vibraties. Hij leeft meestentijds op een dieet van augurken met suiker. Hij vindt het moeilijk zijn zieleleven uit te leggen aan minder artistiek begaafde medebewoners van de strip als ze het van nature niet al begrijpen.
Zijn naam komt van het woord terpentijn, een verfverdunner en oplosmiddel. In tegenstelling tot de meeste andere bewoners van Rommeldam is hij een echt menselijk personage en geen antropomorf dier.
Karakter, spraakgebruik en handelingen van de figuur Terpen Tijn zijn gebaseerd op die van de Haagse schilder Eterman (echte naam Joannes Diekmann), die Toonder in de jaren dertig leerde kennen. Tom Poes stelt zich aan hem voor en verneemt dat de naam van de schilder Terpen Tijn is, die zegt tot de onsterfelijken te behoren.

## Standbeeld

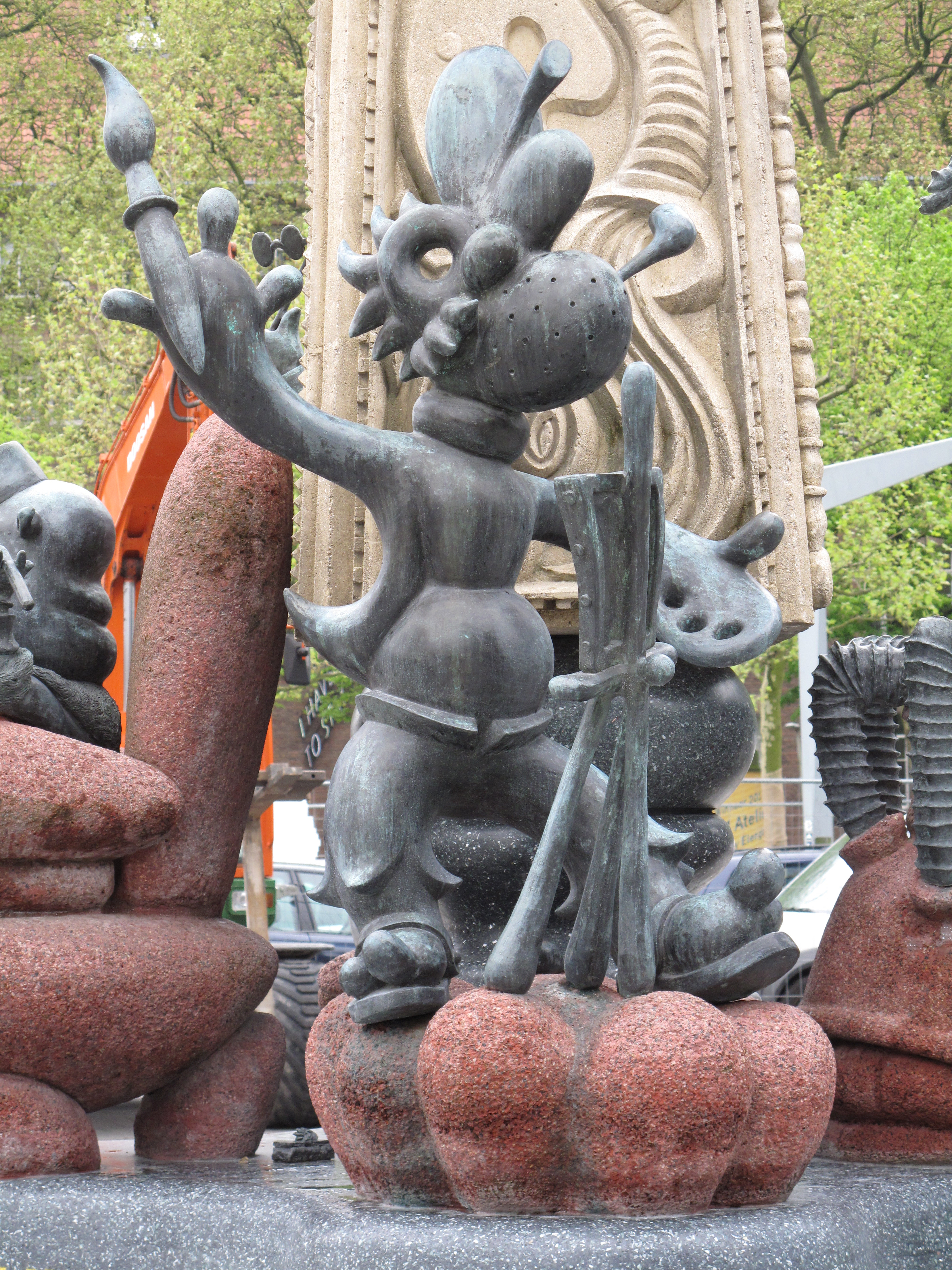
Terpen Tijn als onderdeel van Ode aan Marten Toonder - Rotterdam.

Terpen Tijn is een van de vier in brons gegoten figuren voor de Ode aan Marten Toonder, een hommage aan de geestelijk vader van de stad Rommeldam en haar bewoners op het Binnenrotteplein voor de Centrale Bibliotheek in Toonders geboortestad Rotterdam. Het beeld werd feestelijk onthuld op 2 mei 2002, Toonders negentigste verjaardag. De andere drie beelden zijn van Professor Joachim Sickbock, Markies de Canteclaer en een sigaar rokende burgemeester Dickerdack. Terpen Tijn staat met hoog opgeheven arm voor zijn eveneens in brons gegoten schildersezel en kijkt over de hoofden van de voorbijgangers heen in de richting van de Laurenskerk.

## Uitspraken
- "Eh... dinges! Vat je, makker?"
- "Jouw bol vleeslichaam verstoort mijn trillingen!"
- "Aan m'n zolen, makker!"
- "Het linnen wacht en de verf trilt"
- "Een portie gesuikerde augurken... En laat ze knappend zijn, of ik word eh... dinges!!"